# Musam Pembangunan
Musam Pembangunan is een bestuurslaag in het regentschap Langkat van de provincie Noord-Sumatra, Indonesië. Musam Pembangunan telt 2244 inwoners (volkstelling 2010).